# Lotje de Keijzer
Lotje de Keijzer (Leusden, 24 juni 2002) is een Nederlands voetbalster die uitkomt voor FC Utrecht in de Eredivisie. In het verleden kwam ze ook uit voor PEC Zwolle, FC Twente, RSC Anderlecht en Excelsior.

## Clubcarrière
In 2014 maakte ze de overstap van haar jeugdclub RODA '46 naar Eredivisionist PEC Zwolle. Op 7 september 2018 maakte ze haar debuut in de hoofdmacht tegen AFC Ajax. Ze kwam in de 76e minuut in het veld voor Bonita Theunissen. De wedstrijd ging verloren met 3–1. In de zomer van 2021 stapte ze over naar FC Twente.
Op 18 augustus 2021 maakte De Keijzer haar debuut in de Champions League waarin ze ook gelijk de 8-0 maakte in het met 9-0 gewonnen duel tegen FC Nike.
Haar eerste eredivisiegoal maakte ze voor FC Twente op 19 december 2021 waarin ze de 1-9 maakte in de uitwedstrijd tegen Excelsior Rotterdam.
Op 20 mei 2022 werd De Keijzer kampioen van de Eredivisie met FC Twente. Na één seizoen werd haar contract niet verlengd en vertrok De Keijzer transfervrij naar RSC Anderlecht.
Na een halfseizoen in België keerde De Keijzer terug in Nederland en ging ze spelen voor Excelsior Rotterdam. Bij haar debuut op 20 januari 2023 tegen Telstar maakte ze ook gelijk haar eerste doelpunt voor Excelsior.
Op 13 april 2023 tekende De Keijzer een tweejarig contract bij FC Utrecht dat vanaf het seizoen 2023/24 haar herintrede maakte in de Eredivisie Vrouwen.

### Carrièrestatistieken
| Seizoen                         | Club                | Land            | Competitie      | Competitie | Competitie | Beker | Beker | Internationaal | Internationaal | Overig | Overig | Totaal | Totaal |
| Seizoen                         | Club                | Land            | Competitie      | Wed.       | Dlp.       | Wed.  | Dlp.  | Wed.           | Dlp.           | Wed.   | Dlp.   | Wed.   | Dlp.   |
| ------------------------------- | ------------------- | --------------- | --------------- | ---------- | ---------- | ----- | ----- | -------------- | -------------- | ------ | ------ | ------ | ------ |
| 2018/19                         | PEC Zwolle          | Nederland       | Eredivisie      | 3          | 0          | 1     | 0     | –              | –              | –      | –      | 4      | 0      |
| 2019/20                         | PEC Zwolle          | Nederland       | Eredivisie      | 0          | 0          | 0     | 0     | –              | –              | 0      | 0      | 0      | 0      |
| 2020/21                         | PEC Zwolle          | Nederland       | Eredivisie      | 0          | 0          | 0     | 0     | –              | –              | 1      | 0      | 1      | 0      |
| 2021/22                         | FC Twente           | Nederland       | Eredivisie      | 5          | 1          | 0     | 0     | 3              | 1              | 0      | 0      | 8      | 2      |
| 2022/23                         | RSC Anderlecht      | België          | Super League    | 1          | 1          | 0     | 0     | 2              | 0              | 0      | 0      | 3      | 1      |
| 2022/23                         | Excelsior Rotterdam | Nederland       | Eredivisie      | 10         | 2          | 1     | 0     | 0              | 0              | 0      | 0      | 11     | 2      |
| 2023/24                         | FC Utrecht          | Nederland       | Eredivisie      | 21         | 4          | 1     | 1     | 0              | 0              | 0      | 0      | 22     | 5      |
| 2024/25                         | FC Utrecht          | 8               | 3               | 0          | 0          | 0     | 0     | 0              | 0              | 8      | 3      |        |        |
| Carrière totaal                 | Carrière totaal     | Carrière totaal | Carrière totaal | 47         | 10         | 6     | 1     | 5              | 1              | 1      | 0      | 59     | 13     |
| Bijgewerkt tot 27 novembet 2024 |                     |                 |                 |            |            |       |       |                |                |        |        |        |        |

## Interlandcarrière

### Nederland onder 15
Op 28 april 2017 debuteerde De Keijzer bij het Nederland –15 in een vriendschappelijke wedstrijd tegen Ierland –15. Exact een maand later speelde ze tegen de Belgische leeftijdgenootjes.
| Interlands van Lotje de Keijzer | Interlands van Lotje de Keijzer | Interlands van Lotje de Keijzer | Interlands van Lotje de Keijzer | Interlands van Lotje de Keijzer | Interlands van Lotje de Keijzer |
| №                               | Datum                           | Wedstrijd                       | Uitslag                         | Soort Wedstrijd                 | Doelpunten                      |
| Als speelster bij PEC Zwolle    | Als speelster bij PEC Zwolle    | Als speelster bij PEC Zwolle    | Als speelster bij PEC Zwolle    | Als speelster bij PEC Zwolle    | Als speelster bij PEC Zwolle    |
| ------------------------------- | ------------------------------- | ------------------------------- | ------------------------------- | ------------------------------- | ------------------------------- |
| 1.                              | 28 april 2017                   | Nederland – Ierland             | 6 – 0                           | Vriendschappelijk               | 2                               |
| 2.                              | 28 mei 2017                     | België – Nederland              | 0 – 2                           | Vriendschappelijk               | 1                               |

### Nederland onder 23
Op 24 oktober 2024 maakte De Keijzer haar debuut voor Nederland –23 in een vriendschappelijke wedstrijd tegen Engeland –23.
| Interlands van Lotje de Keijzer | Interlands van Lotje de Keijzer | Interlands van Lotje de Keijzer | Interlands van Lotje de Keijzer | Interlands van Lotje de Keijzer | Interlands van Lotje de Keijzer |
| №                               | Datum                           | Wedstrijd                       | Uitslag                         | Soort Wedstrijd                 | Doelpunten                      |
| Als speelster bij FC Utrecht    | Als speelster bij FC Utrecht    | Als speelster bij FC Utrecht    | Als speelster bij FC Utrecht    | Als speelster bij FC Utrecht    | Als speelster bij FC Utrecht    |
| ------------------------------- | ------------------------------- | ------------------------------- | ------------------------------- | ------------------------------- | ------------------------------- |
| 1.                              | 24 oktober 2024                 | Nederland – Engeland            | 1 – 1                           | Vriendschappelijk               | 0                               |

## Trivia
- De broer van Lotje de Keijzer, Fabian de Keijzer, is ook voetballer en speelt als keeper voor Heracles Almelo.